# Copa Centro-Oeste
La Copa Centro-Oeste va ser una competició futbolística brasilera disputada per equips de les region centre i oest del Brasil. La competició s'inicià el 1999, tot i que tingué predecessores amb noms semblants als anys 60 i 80. Els equips de Minas Gerais, tot i pertànyer a la regió central, només hi participaren la primera edició el 1999, ja que els següents anys participaren en la Copa Sul-Minas, més competitiva. el campió es classificava per la Copa Conmebol. Entre el 2000 i el 2002, el campionat proporcionà participants per la Copa dos Campeões.

## Campions
Font:
Copa Brasil Central
- 1967:  Goiânia Esporte Clube
- 1969:  XV de Piracicaba

Torneio Centro-Oeste
- 1976:  Mixto Esporte Clube
- 1981:  Sociedade Esportiva do Gama
- 1984:  Clube de Regatas Guará

Copa Centro-Oeste
- 1999:  Cruzeiro Esporte Clube
- 2000:  Goiás Esporte Clube
- 2001:  Goiás Esporte Clube
- 2002:  Goiás Esporte Clube

## Títols per estat
des de 1999
- Goiás 3 cops
- Minas Gerais 1 cop